# Richard Pellengahr
Richard Johannes Pellengahr (* 19. August 1883 in Wiedenbrück; † 9. Oktober 1964 in Bielefeld) war ein deutscher Generalleutnant im Zweiten Weltkrieg.

## Leben

### Herkunft
Er war der Sohn des Amtsrichters und nachmaligen Senatspräsidenten am preußischen Kammergericht zu Berlin, Gottfried Pellengahr und dessen Ehefrau Margarethe, geborene Weglau. Sein älterer Bruder Ludwig Pellengahr war bis zu seiner Abberufung durch die NS-Machthaber im Frühjahr 1933 als Ministerialdirektor Leiter der kulturpolitischen Abteilung im Reichsinnenministerium zu Berlin.

### Militärkarriere
Nach dem Besuch der höheren Schule trat Pellengahr am 28. Mai 1902 als Fahnenjunker in die Preußische Armee ein und entschied sich, Berufsoffizier zu werden. Er diente zunächst im Clevischen Feldartillerie-Regiment Nr. 43 in Wesel, wo er am 18. August 1903 das Leutnantspatent erhielt. 1912 folgte seine Beförderung zum Oberleutnant, zu Beginn des Ersten Weltkrieges wurde er zum Hauptmann ernannt. Als Frontoffizier diente er in den folgenden Jahren an der Westfront bei den Schlachten in Flandern, Arras, an der Somme, bei Amiens, Campagne und Verdun. Seine Leistungen wurden durch die Verleihung beider Klassen des Eisernen Kreuzes sowie des Ritterkreuzes des Königlichen Hausordens von Hohenzollern mit Schwertern gewürdigt.
Nach Ende des Krieges wurde Pellengahr in das 100.000-Mann-Heer der Weimarer Republik übernommen und fand u. a. eine sechsjährige Verwendung als Lehrer an der Infanterie-Schule des Heeres. Am 1. April 1926 wurde er Major im Stab des 2. (Preußisches) Artillerie-Regiments in Schwerin, 1931 Oberstleutnant und schließlich am 1. Mai 1933 Oberst. Im Folgejahr erhält er das Kommando über das Artillerie-Regiment 18 in Glogau. Noch als Regimentskommandeur wurde er bereits 1936 zum Generalmajor befördert, 1937 avancierte er zum Artilleriekommandeur 6 in Bielefeld und erhielt 1938 den Charakter als Generalleutnant. Im August 1939, unmittelbar vor Ausbruch des Krieges wurde er zum Kommandeur der 196. Infanterie-Division ernannt.
Pellengahr führte seine Division in dem „Unternehmen Weserübung“, der Besetzung von Norwegen und Dänemark. Im Gefecht von Otta gelang es ihm, die gelandeten Engländer abzuwehren. In Anerkennung seiner militärischen Verdienste wurde ihm am 9. Mai 1940 das Ritterkreuz des Eisernen Kreuzes verliehen.
Obschon er bis zuletzt beste fachliche Beurteilungen seines Vorgesetzten, Generaloberst Nikolaus von Falkenhorst, erhalten hatte, wurde Generalleutnant Pellengahr im Alter von 58 Jahren im Zuge einer angestrebten Verjüngung des Offizierskorps zum 30. Juni 1942 aus dem aktiven Dienst entlassen und lebte fortan mit seiner Frau in Bielefeld. Dort verfasste er einen umfänglichen Bericht über seine Beteiligung an dem Unternehmen Weserübung.
Pellengahrs Uniform mit dem Rang eines Generalleutnants ist heute im Forsvarsmuseet in der Festung Akershus in Oslo zu besichtigen.

### Familie
1935 heiratete er die aus Düsseldorf-Oberkassel stammende Dorothea Linnenbrink, die als Gymnasiallehrerin tätig war. Die Ehe blieb kinderlos.

## Schriften
- Bericht über die Vorbereitung und Durchführung des Norwegen-Feldzuges der 196. Infanterie-Division 1940, Münster 1999.